# William Gripmark
Knut Sone William Gripmark, född 27 juni 1909 i Lund, död 14 februari 1989, var en svensk jurist som var lagman i Landskrona tingsrätt från 1971 till 1976.
Gripmark blev juris kandidat vid Lunds universitet 1930 och genomförde tingstjänstgöring 1930-1934 innan han 1935 blev fiskal vid hovrätten över Skåne och Blekinge. Han blev hovrättsråd i hovrätten för Nedre Norrland 1948, var borgmästare i Landskrona stad 1949-1967 samt var häradshövding i Landskrona domsaga 1967-1970. Han var lagman i Landskrona tingsrätt 1971-1976.
Gripmark var son till mäklare M P Knutson och hans maka Betty, född Sonesson. Han var från 1941 gift med Märtha, född Norrby 1916.